# 祖父板龍屬
祖父板龍屬（意為「板龍的祖父」）是種板龙科恐龍，生存於三疊紀晚期的南非。在1924年，西德尼·霍頓（Sidney Haughton）根據部分骨骸而建立了柯氏板龍（Plateosaurus cullingworthi）。
在1932年，德國古生物學家休尼博士將牠們獨立為個別的屬，柯氏祖父板龍（P. cullingworthi）。在1976年，Jacques van Heerden將牠們重新歸類於優肢龍，並被學界普遍接受。然而，最近的研究顯示優肢龍化石無法鑑定，而亞當·耶茨（Adam Yates）在他的蜥腳形亞目與基礎蜥腳下目研究中，他並沒有採用優肢龍，而且使用祖父板龍來取代優肢龍。
自從1995年以來，已在南非克留格爾國家公園發現20多個部分骨骼化石，其中包含未成年個體。

## 外部連結
- Adam Yates on basal sauropodomorphs （页面存档备份，存于）
- 祖父板龍 （页面存档备份，存于） Dinodata